# Sminthopsis douglasi
Sminthopsis douglasi é uma espécie de marsupial da família Dasyuridae. Endêmica da Austrália.
- Nome Popular: Dunnart-de-Julia-Creek

- Nome Científico: Sminthopsis douglasi (Archer, 1979)

## Características
Esta espécie tem a pelagem de cor marrom escuro a acinzentado no dorso e creme-branco no ventre, uma listra negra na cabeça. Este Dunnart mede de 10–13 cm de comprimento e a cauda de 6–10 cm. Seu peso é entre 40-70 gramas. Um Dunnart saudável tem uma cauda em forma de cenoura cheia de gordura.

## Hábitos alimentares
Sua dieta inclui artrópodes, insetos, pequenos répteis, anfíbios;

## Características de reprodução
A gestação é de 12 dias, com uma média de oito filhotes nascido. Os machos são independentes em 210 dias e as fêmeas em 168 dias.

## Habitat
Normalmente encontrados em pastos, prados, solos arenosos ou rochosos, matagais, savanas;

## Distribuição Geográfica
Conhecido somente em um tipo de localidade em Richmond na Bacia hidrográfica do Rio Cloncurry, em Queensland e possivelmente no Platô Mitchell, na Austrália Ocidental;